# Der unmögliche Captain Okona
Der unmögliche Captain Okona (Originaltitel: The Outrageous Okona) ist die vierte Folge der zweiten Staffel der US-amerikanischen Science-Fiction-Fernsehserie Raumschiff Enterprise – Das nächste Jahrhundert. Sie wurde in den Vereinigten Staaten über Syndication vermarktet und erstmals am 12. Dezember 1988 auf verschiedenen Fernsehsendern ausgestrahlt. In Deutschland war sie zum ersten Mal am 11. Mai 1991 in einer synchronisierten Fassung im ZDF zu sehen.

## Handlung
Im Jahr 2365 bei Sternzeit 42402.7 durchquert die Enterprise das Omega-Sagitta-Sternensystem und stößt dabei auf ein Frachtschiff mit defektem Navigationssystem. Der Captain, Thadiun Okona, wird von Counselor Troi als Schlitzohr eingeschätzt. Sie kann aber keine böswilligen Absichten bei ihm erkennen und so beschließt Captain Picard, ihm bei der Reparatur zu helfen. Als Okona auf die Enterprise gebeamt wird, ist er sofort von der attraktiven Transportertechnikerin Lieutenant Robinson angetan. Auch der zweite Offizier Data fasziniert ihn, denn der ist ein emotionsloser Android und Okona hat noch nie jemanden wie ihn getroffen.
Das Gespräch mit Okona beschäftigt Data, der stets bemüht ist, menschlicher zu werden, und er beschließt, das Konzept des Humors genauer zu studieren. Er begibt sich auf das Holodeck, wo er sich von einem Komiker beibringen lassen will, witzig zu sein. Als er jedoch anschließend seine neuen Fähigkeiten der Barkeeperin Guinan vorführen will, scheitert er dabei kläglich. Schließlich wird er auf die Brücke gerufen, denn ein Raumschiff nähert sich der Enterprise. Es stammt vom Planeten Atlec und der Kommandant, Debin, verlangt die Auslieferung von Okona. Er soll sich verschiedener Verbrechen schuldig gemacht haben, die Debin aber nicht genauer beschreiben möchte. Kurz darauf erscheint ein weiteres Schiff vom Nachbarplaneten Straleb und dessen Kommandant, Kushell, verlangt ebenfalls die Auslieferung Okonas. Picard verlangt weitere Informationen, um in dieser Sache entscheiden zu können. So muss Debin schließlich enthüllen, dass er Okona sucht, weil der seine Tochter Yanar geschwängert hat. Auf Straleb wird er gesucht, weil er das Nationalheiligtum, das Juwel von Thesia, gestohlen haben soll.
Zwischen beiden Planeten herrscht ein brüchiger Frieden und eine falsche Entscheidung Picards könnte leicht dazu führen, dass einer der Planeten dem anderen den Krieg erklärt. Picard lädt nun beide Parteien auf die Enterprise ein, um die Situation zu klären. Debin wird von Yanar begleitet, Kushell von seinem Sohn Benzan. Okona beschließt, Picard die Entscheidung abzunehmen und sich freiwillig zu stellen. Da ihm auf Straleb eine Gefängnisstrafe droht, will er sich an Atlec ausliefern lassen, wo seine „Strafe“ darin besteht, die schöne Yanar zu heiraten. Dagegen erhebt überraschenderweise Benzan besonders lauten Protest. Er und Yanar enthüllen nun, dass sie beide ein Verhältnis haben, dies aber geheim halten mussten, da ihre Familien dagegen gewesen wären. Okona war nur ihr Mittelsmann. Benzan ist der rechtmäßige Erbe des Juwels und wollte es Yanar als Hochzeitsgeschenk überreichen. Yanar gab ihrerseits Okona als Vater ihres Kindes an, damit Debin nicht leichtfertig einen Krieg mit Straleb beginnt. Okona übergibt nun das Juwel, wozu er bisher keine Gelegenheit hatte. Picard beschließt, dass es sich nun endgültig um eine Angelegenheit zwischen Atlec und Straleb handelt, und verabschiedet die Gäste.
Data lädt Guinan daraufhin zu einem zweiten Besuch auf dem Holodeck ein, wo er als Komiker vor einem holografischen Publikum auftritt. Er merkt jedoch schnell, dass das Publikum darauf programmiert wurde, über alles zu lachen, was er sagt. Data bricht die Vorstellung ab, da er merkt, dass er den Humor immer noch nicht gemeistert hat. Er verspürt eine gewisse Enttäuschung, denn Humor ist für ihn eine besonders menschliche Eigenschaft. Als sich Okona später verabschiedet, gelingt es Data schließlich doch noch, wenn auch unabsichtlich, einen Scherz zu machen, über den die Besatzung lacht.

## Verbindungen zu anderen Star-Trek-Produktionen
Die Figuren und Ereignisse aus dieser Folge wurden in mehreren späteren Star-Trek-Produktionen wieder aufgegriffen:
- Das Holodeck-Programm „Charnock’s Comedy Cabaret“ wird im Spielfilm Star Trek: Der erste Kontakt von 1996 in einem Bildschirmtext genannt.
- Die Figur des Thadiun Okona kommt auch in animierter Form in Star-Trek-Serien vor. So ist Okona in Folge 2.05 (Die Doopler-Verwirrung) von Star Trek: Lower Decks aus dem Jahr 2021 zu sehen. Auch in Star Trek: Prodigy in den Folgen 1.14 (Am Scheideweg) und 1.15 (Maskerade) aus dem Jahr 2022 sowie 2.14 (Der gebrochene Spiegel) von 2024 tritt Okona als Frachterkapitän in Erscheinung. In Lower Decks handelt es sich nicht um eine Sprechrolle, in Prodigy wurde Okona von Billy Campbell gesprochen.

## Produktion

### Drehbuch
Das Drehbuch entstand noch unter den Folgen des Autorenstreikes. Das Element einer unehelichen Schwangerschaft stellte für Star Trek eine Neuheit dar. Durch Datas Unfähigkeit, Humor zu verstehen, grenzte man ihn gegen Spock ab, da Kritiker bemängelten, der Android sei nichts anderes als ein Spock-Ersatz. Spocks überspitzte Ironie wurde somit ausgeklammert.

### Darsteller
Der unmögliche Captain Okona ist eine von nur zwei Folgen der zweiten Staffel, in denen Dr. Katherine Pulaski (Diana Muldaur) keinen Auftritt hat.
Der Regisseur Becker war anfänglich mit seiner Besetzung von Billy Campbell zufrieden, hielt das Resultat jedoch nachträglich für zu wirr. Campbell spielte Thadiun Okona erneut in drei Folgen der animierten Serie Star Trek: Prodigy aus den Jahren 2022 und 2024. 
Kieran Mulroney, Darsteller von Benzan, spielte auch Shaw in Folge 1.10 (Familienbande) von Star Trek: Enterprise aus dem Jahr 2001.
Für die Rolle des holografischen Komikers waren ursprünglich Jerry Lewis oder Robin Williams vorgesehen, was aber an Terminschwierigkeiten scheiterte. Die Rolle wurde schließlich sehr kurzfristig von Joe Piscopo übernommen, der aus Saturday Night Live bekannt war. Er trug aus Zeitnot improvisierte Texte vor.
Auch Whoopi Goldberg war lediglich kurzzeitig verfügbar und alle Szenen mussten parallel, so schnell es ging, gedreht werden.
Teri Hatcher, Darstellerin der Transportertechnikerin B. G. Robinson, verzichtete auf eine Namensnennung in den Credits der Folge, da mehrere mit ihr gedrehte Szenen aus der Folge geschnitten wurden.

### Modelle
Bei Okonas Frachtschiff handelt es sich um das wiederverwendete und modifizierte Modell der Batris aus Folge 1.20 (Worfs Brüder).
Bei dem Atlec-Schiff handelt es sich um das wiederverwendete Modell von Valkris’ Schiff aus dem Spielfilm Star Trek III: Auf der Suche nach Mr. Spock.
Das Straleb-Schiff wurde für diese Folge von Rick Sternbach neu angefertigt. Das Modell wurde später in modifizierter Form in drei weiteren Folgen von Raumschiff Enterprise – Das nächste Jahrhundert und in einer Folge von Star Trek: Deep Space Nine für Raumschiffe verschiedener Völker wiederverwendet.

## Rezeption
Keith DeCandido bewertete Der unmögliche Captain Okona 2011 auf tor.com als eine sehr durchschnittliche Folge von Raumschiff Enterprise – Das nächste Jahrhundert und den Inbegriff einer Füllerepisode. Trotz dieses Urteils mochte er die Folge, vor allem wegen der guten Schauspielleistung von Brent Spiner, Billy Campbell und Patrick Stewart.
Joseph Walter führte Der unmögliche Captain Okona 2019 auf screenrant.com in einer Liste der 10 schlechtesten Folgen von Raumschiff Enterprise – Das nächste Jahrhundert auf Platz 2.